# Contea di Allegan
La contea di Allegan, in inglese Allegan County, è una contea dello Stato del Michigan, negli Stati Uniti. La popolazione al censimento del 2000 era di 105 665 abitanti. Il capoluogo di contea è Allegan.